# Muhammad Usman di Ternate
Muhammad Usman (Ternate, ... – Ternate, gennaio 1941) è stato un sovrano indonesiano.
Fu sultano di Ternate dal 1902 al 1914.

## Biografia

### I primi anni e l'ascesa al trono
Muhammad Usman, era il figlio quartogenito del sultano Amiruddin Iskandar (Ayanhar), morto nel 1900. Dopo il breve periodo di governo di suo fratello maggiore Ilham, Muhammad Usman gli succedette al trono nel febbraio 1902. Il suo regno coincise col crescere dell'interferenza olandese negli affari dei regni indonesiani, che sfociò in una lotta armata contro diversi regnanti a Bali, Sulawesi, Sumatra e Timor Ovest; molti di questi vennero sconfitti e altri deposti. nel 1903 lo stato coloniale olandese impose al sultano di Ternate la presenza di un ufficiale per supervisionare le azioni di governo del sultano, il quale richiese (imponendo) in seguito il diritto a riscuotere le tasse sulle dipendenze di Ternate.

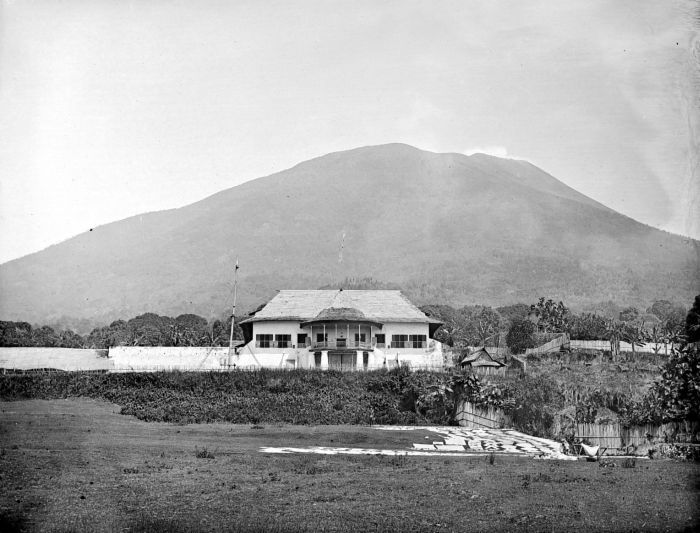
Il kadaton (palazzo) del sultano di Ternate all'inizio del XX secolo.

### La crisi e l'esilio
Come tentativo di modernizzare lo stato, le autorità coloniali olandesi introdussero l'uguaglianza contributiva tra musulmani e non musulmani. Questo portò allo scoppio di alcune rivolte minori a Jailolo nel settembre del 1914, nelle quali però il controleur G. K. B. Agerbeek ed il suo vice, C. F. Ouwerling, vennero uccisi. L'insurrezione venne ben presto soppressa dalle truppe coloniali, ma i coloni scoprirono che lo stesso sultano Muhammad Usman era stato tra le principali menti che avevano orchestrato la rivoluzione nel tentativo di liberarsi del dominio straniero e per questo lo arrestarono nel dicembre del 1914. Il sultano non era nuovo ad una certa opposizione all'interferenza olandese negli affari di governo del suo stato. Gli olandesi lo portarono dapprima a Bacan e poi a Bandung a Giava. L'isola di Ternate cadde così nelle mani degli olandesi. Il figlio di Muhammad Usman, Muhammad Jabir, educato in scuole europee e molto più accondiscendente del padre, tornerà al trono nel 1929 col consenso delle autorità olandesi.
Muhammad Usman rimase a Giava sino al 1932 quando, dopo la salita al trono del figlio, le autorità olandesi gli permisero di ritornare a Ternate, ove morì nel 1941.

## Matrimoni e figli
Muhamad Usman sposò Boki Mihir di Halmahera dalla quale ebbe i seguenti figli:
- Muhammad Jabir
- Ikhtirajur Rahman
- Muhammad Natsir
- Boki Umi
- Boki Lompo